# 安倍源基
安倍 源基（あべ げんき、1894年〈明治27年〉2月14日 - 1989年〈平成元年〉10月6日）は、日本の内務官僚、政治家、弁護士。警視庁特別高等警察部長、警視総監、内務大臣を歴任した。山口県出身。

## 生涯

### 生い立ち
1894年（明治27年）、山口県熊毛郡曾根村（現平生町）に生まれた。山口県士族安倍半次郎の長男。
山口県立山口中学校、山口県立徳山中学校、第六高等学校を経て、東京帝国大学法学部入学。

### 内務官僚
1920年、東京帝国大学法学部法律学科卒業、内務省入省（警保局配属）。
1932年、警視庁において初代特別高等警察部長となり、赤色ギャング事件や日本共産党スパイ査問事件を通じて「赤狩り安倍」の名 が付いた。安倍が特高部長であった1933年には、19人が特高警察の過酷な取調べで死亡しており（19人は戦前で最多）、その中にはプロレタリア文学作家の小林多喜二も含まれている。
1936年の廣田内閣組閣においては、内務省出身の潮恵之輔の入閣に内務省内の有力革新官僚の一人として反対し、相川勝六や唐沢俊樹と共に左遷される。
1936年の二・二六事件に際しては、特高部長として戒厳会議の構成メンバーであった。宮崎学の『不逞者』によると、1937年12月、右翼団体風雲倶楽部主宰の千々波敬太郎に社会大衆党党首・安部磯雄襲撃を依頼したとある（安部磯雄襲撃事件を参照）。
その後、内務省保安課長、同警保局長、警視総監、企画院次長及び企画院総裁（心得）を歴任した。

### 政治家
太平洋戦争末期の1945年、鈴木貫太郎内閣で内務大臣に就任。終戦時の国務大臣兼情報局総裁下村宏によれば、ポツダム宣言受諾には豊田副武などと共に反対意見だった。安倍自身が著書で語るには、終戦に反対の閣僚は誰一人いなかったが、国体護持について明確な返答をするよう連合国に再照会すべきという意見だったのが、阿南惟幾陸相、松阪広政法相、そして安倍自身なのだという。
戦後、A級戦犯容疑者の一人として逮捕された。しかし、東條英機ら7人の死刑執行の翌日の1948年（昭和23年）12月24日、不起訴・釈放となった。公職追放となり、その後、岸信介・木村篤太郎・安岡正篤らと共に新日本協議会を結成、代表理事に就任した。のちに全国警友会連合会会長、東京都警友会会長、松陰会会長を歴任した。
1956年の第4回参議院議員通常選挙に自由民主党公認で山口地方区から立候補したが、落選している。なお、自民党が参院選山口地方区（山口選挙区）で敗れたのは、この時と1989年（日本社会党の山田健一が当選）、1998年（無所属の松岡満寿男が当選）の3回しかない。
1954年の新警察法による警察行政の中央集権的一元化実現に尽力したほか、旧内務官僚出身者を中心とする自民党右派で構成された、自由民主党政務調査会治安対策特別委員会（治対委）の中心人物として活動した。岸信介は第1次岸内閣の国家公安委員長候補に安倍を推薦していたが、この案は強い反対に遭い挫折している。
1989年（平成元年）10月6日死去。95歳没。死没日付で勲二等から勲一等に叙され、瑞宝章を追贈された。

## 略歴
- 1920年 - 東京帝国大学法学部を卒業、内務省に入省
- 1932年 - 警視庁特別高等警察部長（初代）
- 1937年 - 警保局長
- 1937年 - 警視総監
- 1940年 - 警視総監再任
- 1941年 - 企画院次長及び企画院総裁（心得）
- 1945年 - 鈴木貫太郎内閣で内務大臣に就任
- 1958年 - 新日本協議会代表理事に就任

## 栄典
- 1940年（昭和15年）8月15日 - 紀元二千六百年祝典記念章[10]
- 1945年（昭和20年）5月17日 - 勲二等瑞宝章[11]

## 家族・親族

### 安倍家
安倍家は江戸時代、毛利家の陪臣であり、半次郎の実家・是非家は大野毛利家では筆頭家老の地位にあった。家老といっても、数ヶ町村を有する小名の家老であるから、侍大将といった程度のものだった。
- 妻・藤子（外務官僚、学者・法学博士・元法政大学学長 秋山雅之介長女 ）
- 長男・基雄（大蔵官僚、衆議院議員=民社党→新進党→自由党→保守党）

### 親戚
- 妻・藤子の妹の夫重政誠之（官僚、衆議院議員）

## 著作
- 『昭和動乱の真相』（原書房、1977年／中公文庫、2006年、新版2016年）ISBN 412-2062314
- 『憂国直言　新日本建設のために』（原書房、1982年）ISBN 456-2012250
- 『巣鴨日記』（展転社、1992年）ISBN 488-6560806

## 伝記
- 安倍基雄『歴史の流れの中に : 最後の内務大臣安倍源基』上・下（原書房、1990年）
  - 上 ISBN 4-562-02129-2、下 ISBN 4-562-02130-6

## 関連テレビ番組
- NHK特集『戒厳指令…「交信ヲ傍受セヨ」～ 二・二六事件秘録』（NHK、1979年2月26日放送）
  - NHKに保管されていた二・二六事件時の電話傍受録音盤を見せられ、「初めて見た」と内務省の関与を否定。実際、これらは戒厳司令部により録音されたものと判明している。